# Aminy
Aminy – organiczne związki chemiczne zawierające w swojej budowie grupę aminową, będącą organiczną pochodną amoniaku.

## Rzędowość amin
Rzędowość amin wyznacza się tak samo jak rzędowość atomów węgla. Jest więc równa liczbie atomów wodoru przy atomie azotu zastąpionych atomami węgla. Stąd aminy dzielą się na pierwszorzędowe (H
2NR), drugorzędowe (HNR
2), trzeciorzędowe (NR
3); ponadto znane są czwartorzędowe związki (sole, kationy) amoniowe (R
4N+
), które charakteryzują się obecnością ładunku dodatniego i należą do grupy tzw. związków oniowych. Aminy o dużych masach cząsteczkowych, zwykle trzeciorzędowe i wyższe, nazywa się również aminami wielkocząsteczkowymi.
Osobną grupę tworzą heterocykliczne związki aromatyczne zawierające w pierścieniu atom azotu, np. pirydyna. Podobnie jak aminy trzeciorzędowe, tworzą one pochodne oniowe, np. sole N-alkilopirydyniowe lub N-arylopirydyniowe.
| Amina pierwszorzędowa | Amina drugorzędowa | Amina trzeciorzędowa | Czwartorzędowy kation amoniowy |
|                       |                    |                      |                                |

Aminy w roztworach wodnych nie wykazują ścisłej zależności pomiędzy rzędowością i zasadowością. Przykładowo dla amin z podstawnikami metylowymi zasadowość rośnie w szeregu NH
3 < Me
3N < MeNH
2 < Me
2NH. Związane jest to z większą stabilizacją jonów amoniowych 1° i 2° wskutek ich solwatacji względem 3° (trzeciorzędowy jon amoniowy, Me
3NH+
, ma tylko jeden atom wodoru zdolny do utworzenia wiązania wodorowego z rozpuszczalnikiem). W fazie gazowej natomiast zasadowość zmienia się w szeregu NH
3 < MeNH
2 < Me
2NH < Me
3N, a więc wraz ze wzrostem rzędowości aminy.
Do odróżnienia amin pierwszo-, drugo- i trzeciorzędowych może być stosowana próba Hinsberga.

## Otrzymywanie amin
Przykładowe metody otrzymywania amin
- Aminy alifatyczne można otrzymać poprzez reakcje chlorków alkilowych z amoniakiem, jednak synteza ta prowadzi do mieszaniny produktów (od aminy pierwszorzędowej aż do czwartorzędowej soli amoniowej), gdyż powstające aminy także reagują z halogenkami alkilowymi. Aby ograniczyć takie reakcje następcze, należy stosować nadmiar amoniaku:

Otrzymywanie 1-propyloaminy w reakcji 1-chloropropanu z nadmiarem amoniaku

Jeszcze jednym ograniczeniem tej syntezy jest konieczność używania pierwszorzędowych halogenków alkilowych, gdyż reakcja amoniaku z halogenkami wyższego rzędu prowadzi w znacznym stopniu do eliminacji halogenowodoru i powstawania wiązań C=C, a nie substytucji.
- W celu uniknięcia powstawania amin rzędu wyższego niż I prowadzi się reakcję z ftalimidkiem potasu, a następnie z hydrazyną. Jest to tak zwana synteza Gabriela:

Synteza Gabriela

- Aminy pierwszorzędowe można otrzymać z dobrą wydajnością z halogenków alkilowych pierwszo-, a nawet drugorzędowych poprzez działanie azydków, a następnie redukcję powstałego związku pośredniego:

Otrzymywanie izopropyloaminy z użyciem NaN_{3} i LiAlH_{4}

- Czyste pierwszorzędowe aminy można otrzymać w reakcji ketonów lub aldehydów z amoniakiem, a następnie redukcję powstałej iminy do aminy. Ograniczeniem tej metody jest dostępność odpowiednich ketonów i aldehydów:

Otrzymywanie izopropyloaminy z acetonu i amoniaku

- Aminy pierwszo- i drugorzędowe można otrzymać z dobrą wydajnością przez redukcję oksymów powstałych przez reakcję odpowiednich aldehydów lub ketonów[7]:

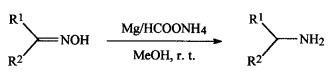
Otrzymywanie amin przez redukcję oksymów

- Aminy drugorzędowe można otrzymać w reakcji amin pierwszorzędowych z halogenkami alkilów (pojawia się problem eliminacji i produktów ubocznych) lub w reakcji amin pierwszorzędowych z ketonami lub aldehydami:

Otrzymywanie metyloizopropyloaminy z acetonu i metyloaminy

- Aminy aromatyczne otrzymuje się głównie poprzez redukcję grupy nitrowej:

Otrzymywanie o-toluidyny przez redukcję o-nitrotoluenu

## Właściwości amin
Pierwszo- i drugorzędowe aminy z grupami alkilowymi mają charakterystyczny, rybi zapach. Wszystkie trzy aminy z grupami metylowymi są dobrze rozpuszczalnymi w wodzie gazami, podobnie jak amoniak. Aminy z wyższymi grupami alifatycznymi są ciekłe (o dużej lepkości) lub stałe; ze wzrostem długości łańcuchów węglowych coraz gorzej rozpuszczają się w wodzie.
Aminy aromatyczne są wysokowrzącymi cieczami lub ciałami stałymi o ostrym, charakterystycznym, ale nie rybim, zapachu.
Własności chemiczne amin są zbliżone do amoniaku. Są to związki o właściwościach zasadowych, z kwasami tworzą sole i mają odczyn zasadowy w roztworach wodnych:
RNH
2 + H
2O  ⇄ RNH+
3 + OH−

Zasadowość amin zależy od podstawników przy atomie azotu. Aminy alifatyczne są z reguły bardziej zasadowe od amoniaku, a aminy aromatyczne mają mniej zasadowe własności od amoniaku.
Z punktu widzenia biochemii najważniejszą reakcją amin jest reakcja z kwasami karboksylowymi prowadząca do powstania wiązań peptydowych.
Aminy są wykorzystywane jako ligandy w kompleksach kationów różnych metali (np. do ekstrakcji materiałów jądrowych), a także do tworzenia adduktów z kwasami Lewisa. W przypadku ekstrakcji aminami na skalę przemysłową, rozpuszcza się je pochodnymi ropy naftowej modyfikowanymi alkoholami. Aminy o różnych własnościach pozwalają rozdzielić uran i pluton z wypalonego paliwa jądrowego (proces Amex).